# Lepturophis
Lepturophis — рід неотруйних змій родини полозових (Colubridae). Представники роду поширені у дощових лісах Південно-Східної Азії.

## Класифікація
Рід містить два види:
- Lepturophis albofuscus
- Lepturophis borneensis